# Луї-Філіпп I

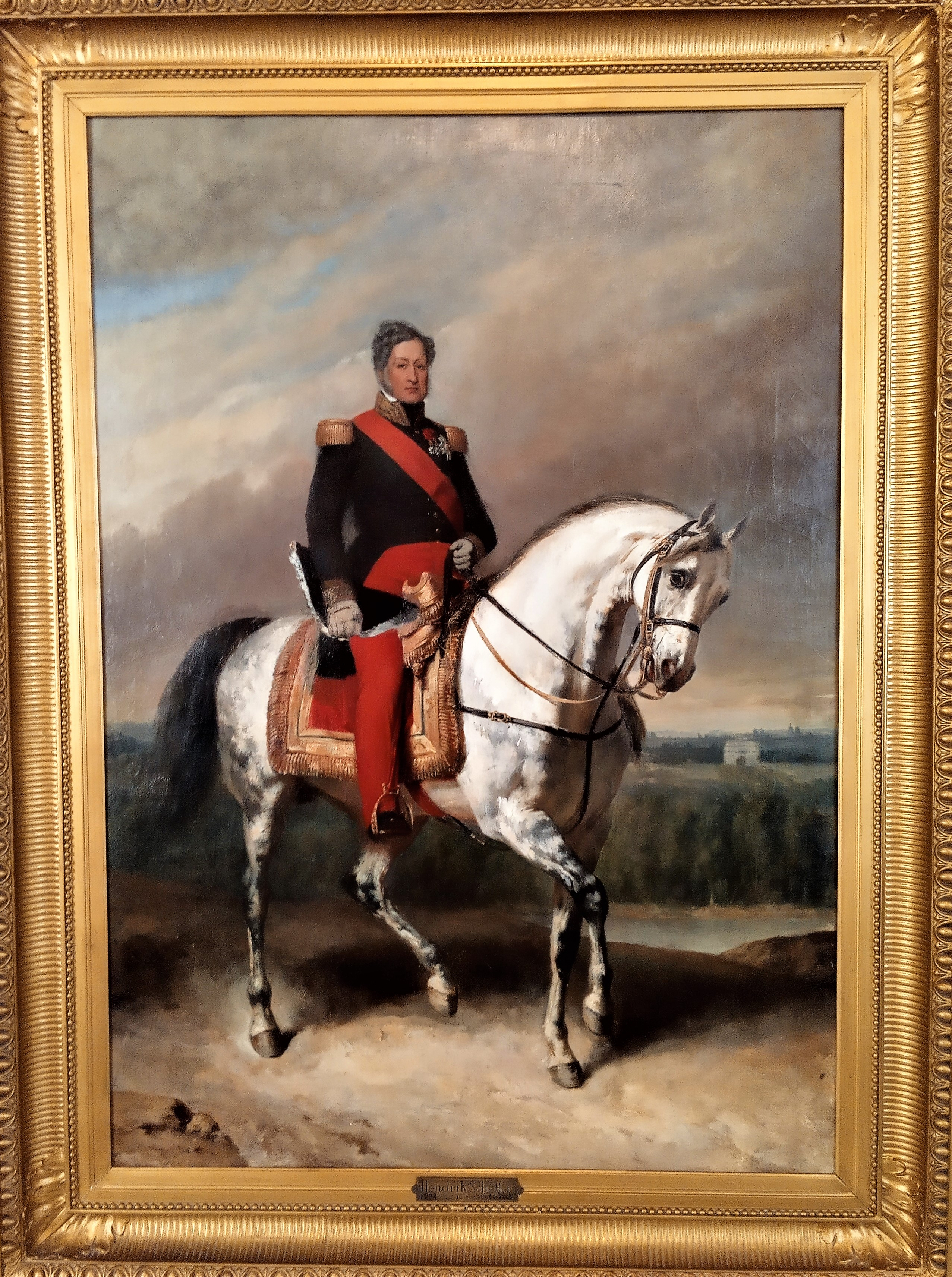
Луї- Філіпп І.(Бухарест, Галерея Європейського мистецтва)

Луї-Філіпп I (фр. Louis-Philippe I; 6 жовтня 1773, Париж, Французьке королівство — 26 серпня 1850, палац Клермонт біля Ішера, Велика Британія) — останній монарх з титулом короля на французькому престолі. Правив під титулом Короля Французів у 1830-1848 роках. Представник Орлеанської династії, після Липневої революції, яка привела його до влади називав себе «королем-громадянином» (фр. le Roi-Citoyen).
Під час правління Луї-Філіппа у Франції швидко розвивалася промисловість, але збільшувалося збідніння робітничого класу. Повстання і революція 1848 року змусили його зректися престолу. Решту життя прожив у вигнанні у Великій Британії.

## Сім'я
Діти:
- Фердинанд (1810—1842), герцог Орлеанський, одружений з Оленою Мекленбург-Шверинською;
- Луїза Марія Орлеанська (1812—1850), одружена з королем Бельгії Леопольдом;
- Марія (1813—1839), одружена з Александром, герцогом Вюртемберзьким;
- Луі Шарль Філіп (1814—1896), герцог де Немур, одружений з Вікторією Саксен-Кобург-Кохарі;
- Франческа (1816—1818);
- Клементина (1817—1907), одружена з Августом Саксен-Кобург-Кохарі, мати царя Болгарії Фердинанда I;
- Франсуа (1818—1900), принц де Жуанвіль, одружений з Франческою, принцесою Бразильською, дочкою імператора Педру I;
- Шарль (1820—1828);
- Генріх (1822—1897), герцог Омальский, одружений з Марією Кароліною Бурбон-Сицилійською;
- Антуан (1824—1890), герцог де Монпансьє, одружений з Луїзою Фернандою Іспанською.